# Dia Mundial do Patrimônio Audiovisual
O Dia Mundial do Patrimônio Audiovisual é comemorado todo dia 27 de outubro. Esse dia comemorativo foi escolhido pela UNESCO (Organização das Nações Unidas para a Educação, a Ciência e a Cultura) em 2005 para aumentar a conscientização sobre a importância e os riscos de preservação de documentos sonoros e audiovisuais gravados (filmes, gravações de som e vídeo, programas de rádio e televisão). Os eventos são realizados em muitos países, organizados por arquivos sonoros e cinematográficos nacionais e regionais, emissoras, museus e bibliotecas, e pelas principais associações audiovisuais, incluindo a Associação de Arquivistas de Imagens em Movimento (AMIA), o Conselho Internacional de Arquivos (ICA), a Associação Internacional de Arquivos Sonoros e Audiovisuais (IASA), e a Federação Internacional de Arquivo de Filmes (FIAF).
Os principais objetivos da designação da data de 27 de outubro foram listados pela UNESCO:
- Aumentar a conscientização pública sobre a necessidade de preservação;
- Oferecer oportunidades para celebrar aspectos locais, nacionais ou internacionais específicos do patrimônio;
- Destacar a acessibilidade dos arquivos;
- Atrair a atenção da mídia para questões de patrimônio;
- Aumentar a posição cultural do patrimônio audiovisual;
- Destacar o patrimônio audiovisual em perigo, especialmente nos países em desenvolvimento.

Os eventos de 2012 e 2013 foram coordenados pelo Conselho de Coordenação das Associações de Arquivos Audiovisuais, por meio da Associação de Arquivos Audiovisuais do Sudeste Asiático e do Pacífico (SEAPAVAA) e da Associação Internacional de Arquivos Sonoros e Audiovisuais (IASA).